# Bart Goor
Bart Goor (* 9. April 1973 in Neerpelt) ist ein ehemaliger belgischer Fußballspieler.

## Karriere
Der linke Mittelfeldspieler begann seine Profikarriere 1992 in Belgien bei Verbroedering Geel und wechselte 1996 zum KRC Genk, wo er ein Jahr blieb. Seinen Durchbruch schaffte er 1997 beim RSC Anderlecht. Hier wurde er 1999 belgischer Nationalspieler und spielte für Belgien bei der EM 2000.
2001 wechselte er in die Fußball-Bundesliga zu Hertha BSC. Bei den Herthanern war er von Beginn an Stammspieler und bestritt bis 2004 87 Bundesligaspiele und erzielte dabei 13 Tore. Sein vielleicht bestes Spiel absolvierte er in der Saison 2001/02, als er beim 6:0 gegen den Hamburger SV vier Tore schoss und eines vorbereitete. Während seiner Zeit in Berlin spielte er außerdem für Belgien bei der WM 2002.
Von Berlin ging er 2004 für eine Saison zu Feyenoord Rotterdam und spielte seit der Saison 2005/2006 wieder für RSC Anderlecht. Im Januar 2009 wechselte er zu Germinal Beerschot Antwerpen. Im November 2011 wurde in beidseitigem Einvernehmen sein Vertrag aufgelöst. Anschließend wechselte er zum KVC Westerlo und unterschrieb bis Saisonende.
Zur Saison 2013/14 wechselte er zum KFC Dessel Sport und beendete am Ende der Spielzeit seine Karriere.
Für die belgische Nationalmannschaft bestritt Goor 78 Spiele und schoss 13 Tore.

## Erfolge
- Belgischer Meister: 2000, 2001, 2006, 2007
- Belgischer Pokalsieger: 2008
- Deutscher Ligapokalsieger: 2002, 2003